# Família Brasil (quadrinhos)
Familia Brasil é uma tira cômica criada por Luis Fernando Verissimo. Os personagens da tira, que não possuem nome, retratam uma família brasileira de classe média que vivencia situações cotidianas como problemas financeiros e conversas constrangedoras. A tira é publicada no jornal Zero Hora desde 1989 e foi adaptada para a televisão em 2009 pela RBS TV em forma de um seriado chamado "As Aventuras da Família Brasil" (não confundir com o seriado Família Brasil, que não tinha relação com os quadrinhos). A tira ganhou o Troféu HQ Mix de "melhor tira nacional" em 1996.